# جنة العصابات (ألبوم)
جنة العصابات هو ثاني ألبوم استديو لمغني الراب الأمريكي كوليو، صدر في 21 نوفمبر 1995. يعتبر الألبوم الأكثر مبيعا بأكثر من ثلاثة ملايين نسخة بيعت في الولايات المتحدة فقط. ويضم الألبوم مجموعة من الأغاني الناجحة أبرزها أغنية "1, 2, 3, 4 (Sumpin' New)" و "Too Hot" وأغنية جنة العصابات، هذه الأخيرة التي استعملت موسيقى تصويرية لفيلم عقول خطرة حاصدة عدة جوائز موسيقية عالمية.